# Welsh black
La welsh black est une race bovine britannique. Elle tire son nom de son origine galloise et de sa couleur noire (en français « galloise noire »).

## Origine et répartition géographique
Cette espèce très ancienne pourrait descendre de bétail noir élevé en Grande-Bretagne avant l'arrivée des Romains. Une race bovine noire est attestée depuis plus de mille ans au Pays de Galles où elle tire profit des maigres pâturages et du rude climat. Le herd-book date de 1883.
Deux populations distinctes cohabitent : la bouchère compacte et robuste du nord de Pays de Galles et une cousine plus grande et plus laitière au sud. Au cours du XXe siècle, les deux populations sont regroupées, permettant d'optimiser le potentiel de chacune.
La race a été exportée aux États-Unis dans les années 1930. De là, en 1970, puis directement du Royaume-Uni, elle est arrivée au Canada, où la plus grande concentration se trouve en Alberta.
On la trouve maintenant aussi en Nouvelle-Zélande, en Australie et en Allemagne, de même qu'en Arabie saoudite, en Jamaïque et en Ouganda.

## Caractéristiques

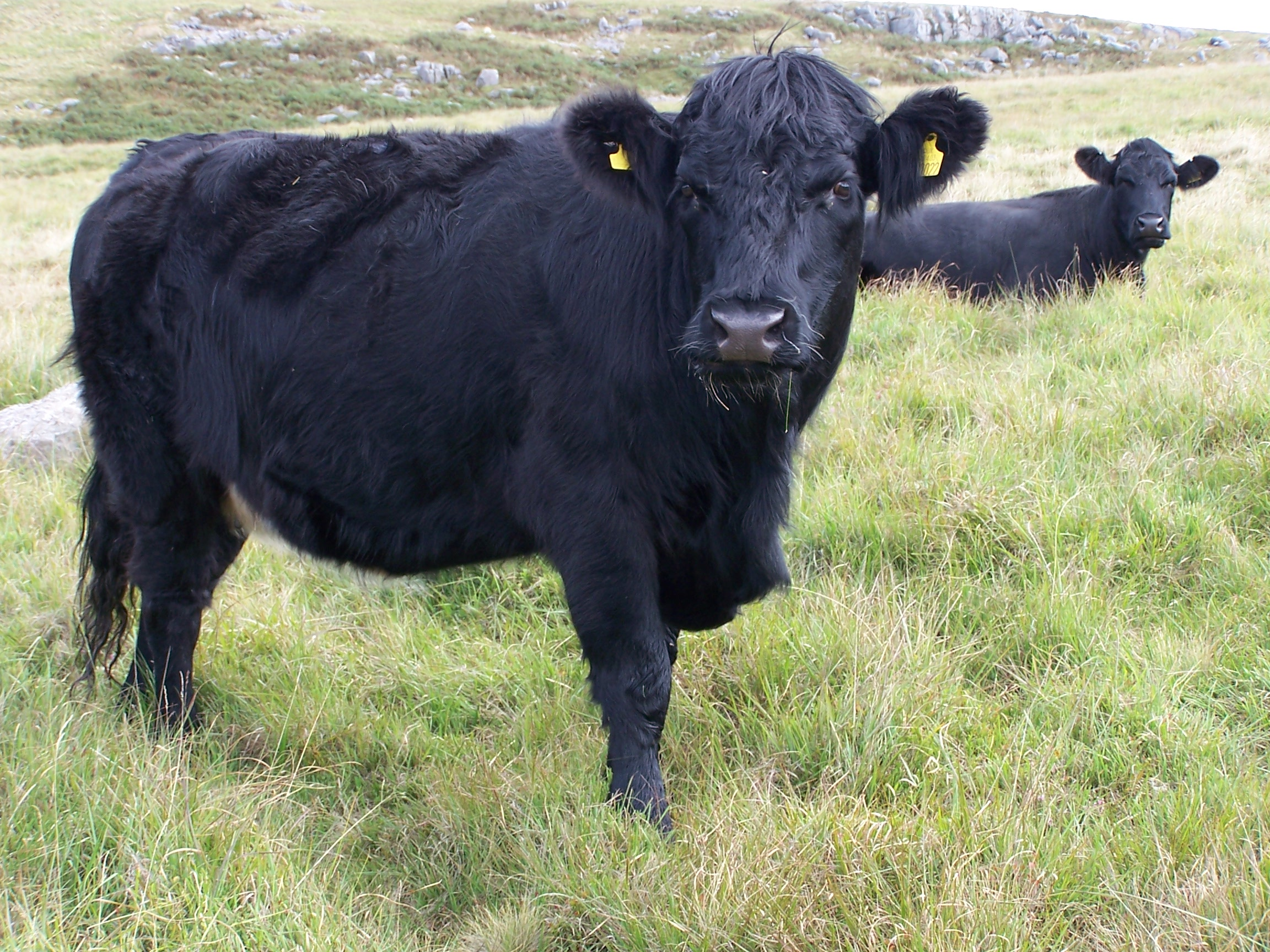

Elle porte une robe uniformément noire, cependant il peut apparaître ponctuellement des individus rouges. Race aux cornes blanches à pointe noire, il existe une part significative d'individus sans cornes. Sélectionnés en Amérique du Nord, les animaux sans cornes sont en augmentation.
C'est une race compacte et robuste, de taille moyenne.

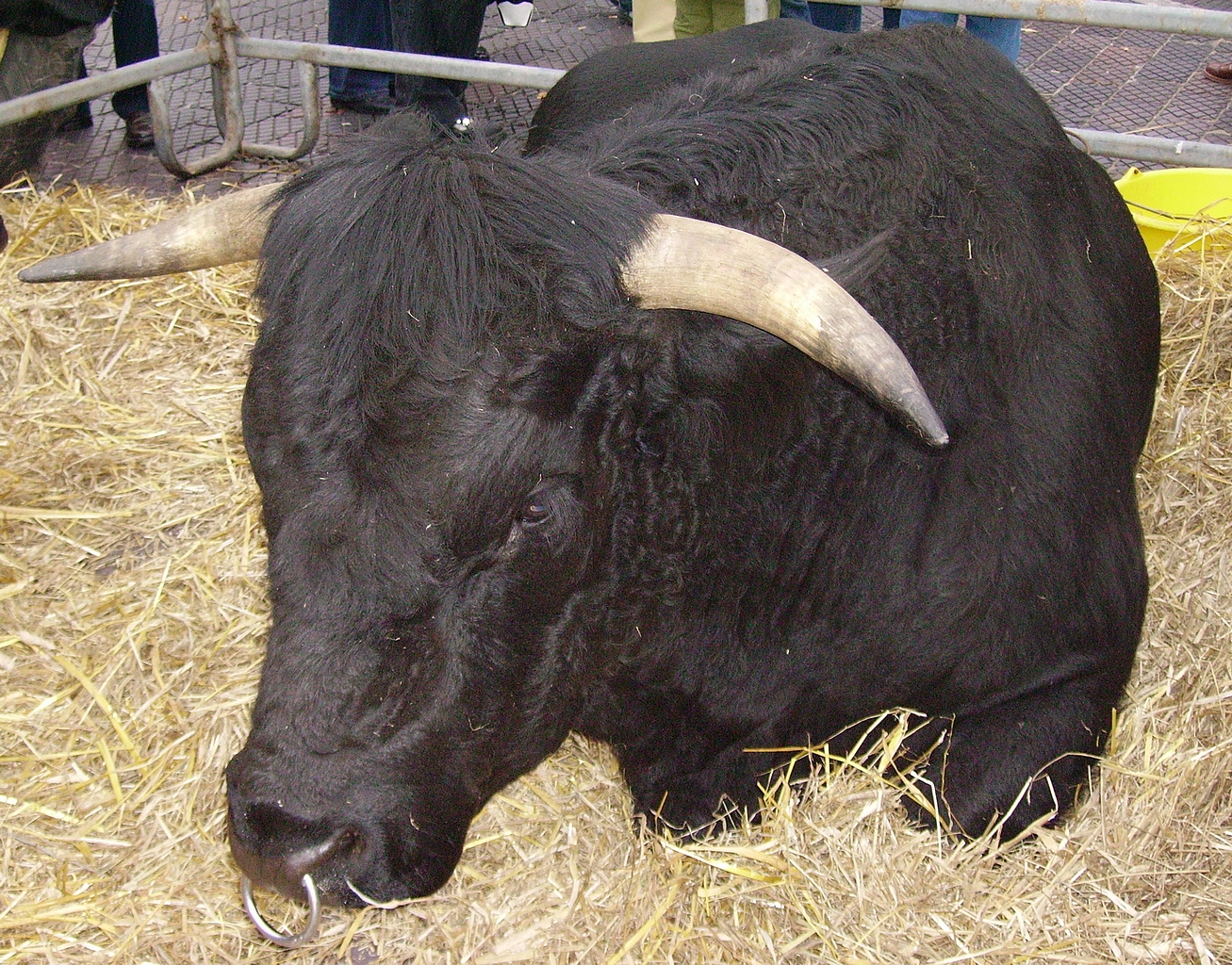

## Aptitudes
Ce fut longtemps une race à tout faire: travail, lait, viande. Avec la mécanisation des campagnes puis la spécialisation laitière de races très performantes, elle est devenue une race à viande. Elle est réputée pour la facilité des mises bas et la qualité de son lait pour nourrir efficacement son veau.

### Sources et liens externes
1. ↑  (en) « Home », sur welshblackcattlesociety.com (consulté le 26 avril 2023).
2. ↑  (en) http://www.ansi.okstate.edu/breeds/cattle/welshblack/

(en) Fiche de la race welsh black.